# Жандармерія в Російській імперії
Жандармерія в Російській імперії. Жандармерія (gendarmerie, від фр. gens d'armes, досл. «люди зброї») як особливий вид державної поліції, організованої на військових засадах, уперше була створена у Франції 1791 року під час Великої французької революції для спеціального нагляду за внутрішнім порядком у країні. З часом жандармерію почали створювати і в інших країнах. Зазвичай жандармерія поділяється на державну і військову, підпорядковується у військовому відношенні військовому міністру, а в поліцейських функціях — міністрові внутрішніх справ. Станом на 2015 рік існує у Франції, Австрії та деяких інших державах.
У Російській імперії слово «жандармерія» вперше вжито 1792 року для назви кінного загону великого князя Павла.
1815 року Борисоглібський драгунський полк перейменовано в жандармський і розосереджено невеликими групами по армійських частинах для виконання обов'язків військової поліції. 1817 року в складі Окремого корпусу внутрішньої варти, що виконував від 1810 поліцейські функції, утворено дивізіони кінної міської поліції — Жандармерію внутрішньої варти. На 1826 налічувалося 59 частин жандармів.
Після придушення повстання декабристів взимку 1825/26, жандармерія в Російській імперії отримала статус політичної поліції. За Положенням про Корпус жандармів 1827, територія Росії поділялася на 5 підвідомчих йому округів (з 1836 — на 8). Одночасно з утворенням Корпусу жандармів (від 1874 — Окремий корпус жандармів) почалося формування системи місцевих органів політичної поліції, яка мала забезпечити контроль і нагляд за «благонадійністю» населення Російської імперії. Шефом жандармів за посадою був керівник Третього відділення. Жандармерія виконувала функції виконавчого органу Третього відділення.
Корпус жандармів складався із штабу та округів на чолі з генералами. Округи поділялися на відділи (по 1—3 губернії в кожному), очолювані штаб-офіцерами. 1867 було прийняте нове Положення про Корпус жандармів (воно залишалося незмінним до 1917). На місцях (крім Кавказу, Царства Польського й Сибіру) були утворені губернські жандармські управління (з 1870 їм встановлювався додатковий штат для служби в повітах) і  жандармські управління залізниць. Затверджене 19 травня 1871 Положення «Про порядок дій чинів Корпусу жандармів щодо розслідування злочинів» давало жандармерії право здійснювати огляди, обшуки, вилучення, зобов'язувало інші поліцейські органи надавати їй всебічне сприяння. Офіцерами корпусу жандармів (від 1830) могли приймати лише осіб, які за освітою були належні до 1-го розряду або які закінчили юнкерське училище за 1-м розрядом й прослужили не менш як 5 років. Кандидати проходили іспити при штабі корпусу.
Істотної реорганізації центральний апарат жандармерії зазнав у 1880—83 роках. Міністр внутрішніх справ став одночасно й шефом жандармів. Замість скасованого Третього відділення був утворений департамент поліції, що здійснював керівництво як загальною, так і політичною поліцією імперії. Командиром Окремого корпусу жандармів призначався товариш (заступник) міністра внутрішніх справ, який був і куратором департаменту поліції. Формально жандармерія підпорядковувалася військовому міністерству й утримувалася за його кошт як армійська поліція, бувши, однак, окремим органом політичної поліції.
Положення про заходи щодо охорони державного порядку й громадського спокою 1881 активізувало діяльність жандармерії у сфері політичного розшуку. Окрім загального нагляду за політичними настроями населення, жандармерія виконувала завдання боротьби з революційним, ліберально-демократичним і національно-визвольним рухами, ліквідовувала канали з розповсюдження антиурядової літератури, стежила за політичними партіями. Зростали чисельність і грошове утримання жандармерії. Якщо 1873 року вона налічувала 486 генералів і офіцерів та 5186 унтер-офіцерів і рядових, то 1895–693 генерали та офіцери, 8173 вахмістри-фельдфебелі, старші унтер-офіцери, унтер-офіцери і рядові. На цей час в імперії існувало 72 губернські (обласні, міські) управління жандармерії, в тому числі в Україні — 9 губернських управлінь і управління міста Одеси. Після революції 1905–1907 утворено Севастопольське управління, якому були підпорядковані місто Балаклава, Ялтинський і Євпаторійський повіти. Штати управлінь залежали від величини й значення губернських міст. Харківське управління, наприклад, за штатами поступалося лише Петербурзькому та Московському. 1913 року змінилися вимоги до кандидатів у офіцери: мінімальний строк військової служби зменшувався до 3 років, було встановлено віковий ценз 24—33 роки. До служби в жандармерії не допускали поляків, євреїв, католиків і осіб, що одружені з католичками.
Після утворення в 1902—03 роках в окремих губерніях мережі охоронних відділень (в Україні — у Києві, Харкові, Одесі, Катеринославі, ненадовго — у Житомирі, Полтаві, Юзівці, Сімферополі) за жандармерією залишилися розшукові функції в тих губерніях, де не було охоронних відділень, а там, де вони були, — на території повітів. У своїй діяльності жандармерія керувалася таємними директивами та інструкціями, могла діяти незаконними методами, зокрема вдавалася до провокацій. Існували великі штати секретних агентів, котрі не лише збирали й передавали інформацію про опозиційні урядові легальні та нелегальні організації, а й були активними їх членами.
Також корпус жандармів виконував (хоча вкрай погано) функції зовнішньої розвідки.
Жандармерія та її апарат у Росії проіснували до падіння самодержавства в лютому 1917.